# Aunou-sur-Orne
Aunou-sur-Orne est une commune française, située dans le département de l'Orne en région Normandie, peuplée de 276 habitants.

## Géographie

### Localisation
Aunou-sur-Orne est une commune rurale normande de la campagne d'Alençon jouxtant par le nord-est de Sées et située à 22 km à vol d'oiseau au nord-est d'Alençon, 23 km au sud-est d'Argentan, 32 km au sud-ouest de L'Aigle et 24 km au nord-ouest de Mortagne-au-Perche.
Elle est  proche du parc naturel régional Normandie-Maine.
La commune se trouve dans l'aire d'attraction de Sées et dans le bassin de vie de cette ville, ainsi que dans la zone d'emploi d'Alençon.

### Communes limitrophes
Les communes limitrophes sont  Boitron, Chailloué, Neauphe-sous-Essai, Saint-Léonard-des-Parcs, Sées et Trémont.

### Géologie et relief
La superficie de la commune est de 18,04 km2 ; son altitude varie de 171  à   233 mètres.
Les bancs supérieurs du calcaire de Valframbert affleurent dans la tranchée de la N 138 au nord-ouest de Sées, et dans plusieurs carrières à l'est d'Aunou-sur-Orne.

### Hydrographie
La commune est traversée par la ligne de partage des eaux entre les bassins hydrographiques Seine-Normandie et Loire-Bretagne. Elle est drainée par l'Orne, la Senelle, la Vézone, la Chrétiennerie, la Senelle, le fossé 01 de la commune d'Aunou-sur-Orne, le fossé 01 de la Cour d'Aunou, le fossé 01 de la Hiboudière, le fossé 01 de la Trotterie, le fossé 01 du Poirier de Fer, le fossé 02 de la Hiboudière, le fossé 03 du Poteau et le Vénetrie,,.
L'Orne, d'une longueur de 170 km, prend sa source dans la commune et se jette dans la Manche à Merville-Franceville-Plage, après avoir traversé 60 communes. 

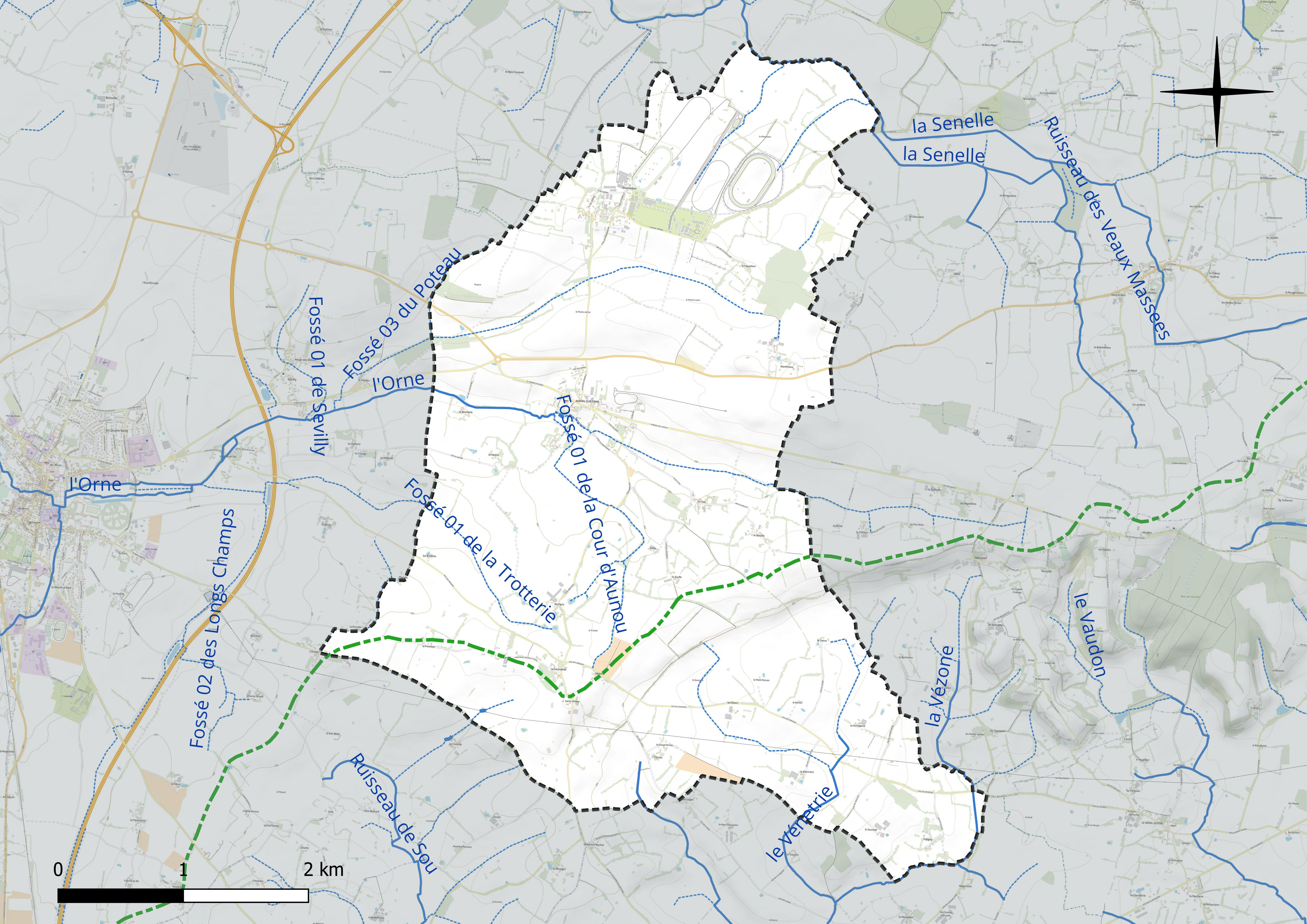
Réseau hydrographique d'Aunou-sur-Orne.

La Senelle, d'une longueur de 12 km, prend sa source dans la commune de Gâprée et se jette  dans le Don à Chailloué, après avoir traversé quatre communes. 
La Vézone, d'une longueur de 20 km, prend sa source dans la commune de Trémont et se jette  dans la Sarthe en limite de Hauterive et du Ménil-Brout, après avoir traversé huit communes. 

### Climat
Pour des articles plus généraux, voir Climat de la Normandie et Climat de l'Orne.
En 2010, le climat de la commune est de type climat océanique dégradé des plaines du Centre et du Nord, selon une étude du CNRS s'appuyant sur une série de données couvrant la période 1971-2000. En 2020, Météo-France publie une typologie des climats de la France métropolitaine dans laquelle la commune est dans une zone de transition entre le climat océanique et le climat océanique altéré et est dans la région climatique Normandie (Cotentin, Orne), caractérisée par une pluviométrie relativement élevée (850 mm/a) et un été frais (15,5 °C) et venté. Parallèlement le GIEC normand, un groupe régional d’experts sur le climat, différencie quant à lui, dans une étude de 2020, trois grands types de climats pour la région Normandie, nuancés à une échelle plus fine par les facteurs géographiques locaux. La commune est, selon ce zonage, exposée à un « climat des plateaux abrités », se caractérisant par une pluviométrie et des contraintes thermiques modérées mais aussi, par effet de continentalité, des températures plus contrastées qu'au nord dans la plaine de Caen, avec communément 10 à 15 jours par an de plus de froid en hiver et de chaleur en été.
Pour la période 1971-2000, la température annuelle moyenne est de 10,3 °C, avec une amplitude thermique annuelle de 14,1 °C. Le cumul annuel moyen de précipitations est de 793 mm, avec 12,4 jours de précipitations en janvier et 7,8 jours en juillet. Pour la période 1991-2020, la température moyenne annuelle observée sur la station météorologique la plus proche, située sur la commune du Merlerault à 11 km à vol d'oiseau, est de 11,0 °C et le cumul annuel moyen de précipitations est de 775,3 mm,. Pour l'avenir, les paramètres climatiques de la commune estimés pour 2050 selon différents scénarios d’émission de gaz à effet de serre sont consultables sur un site dédié publié par Météo-France en novembre 2022.

## Urbanisme

### Typologie
Au 1er janvier 2024, Aunou-sur-Orne est catégorisée commune rurale à habitat très dispersé, selon la nouvelle grille communale de densité à sept niveaux définie par l'Insee en 2022.
Elle est située hors unité urbaine. Par ailleurs la commune fait partie de l'aire d'attraction de Sées, dont elle est une commune de la couronne,. Cette aire, qui regroupe 7 communes, est catégorisée dans les aires de moins de 50 000 habitants,.

### Occupation des sols

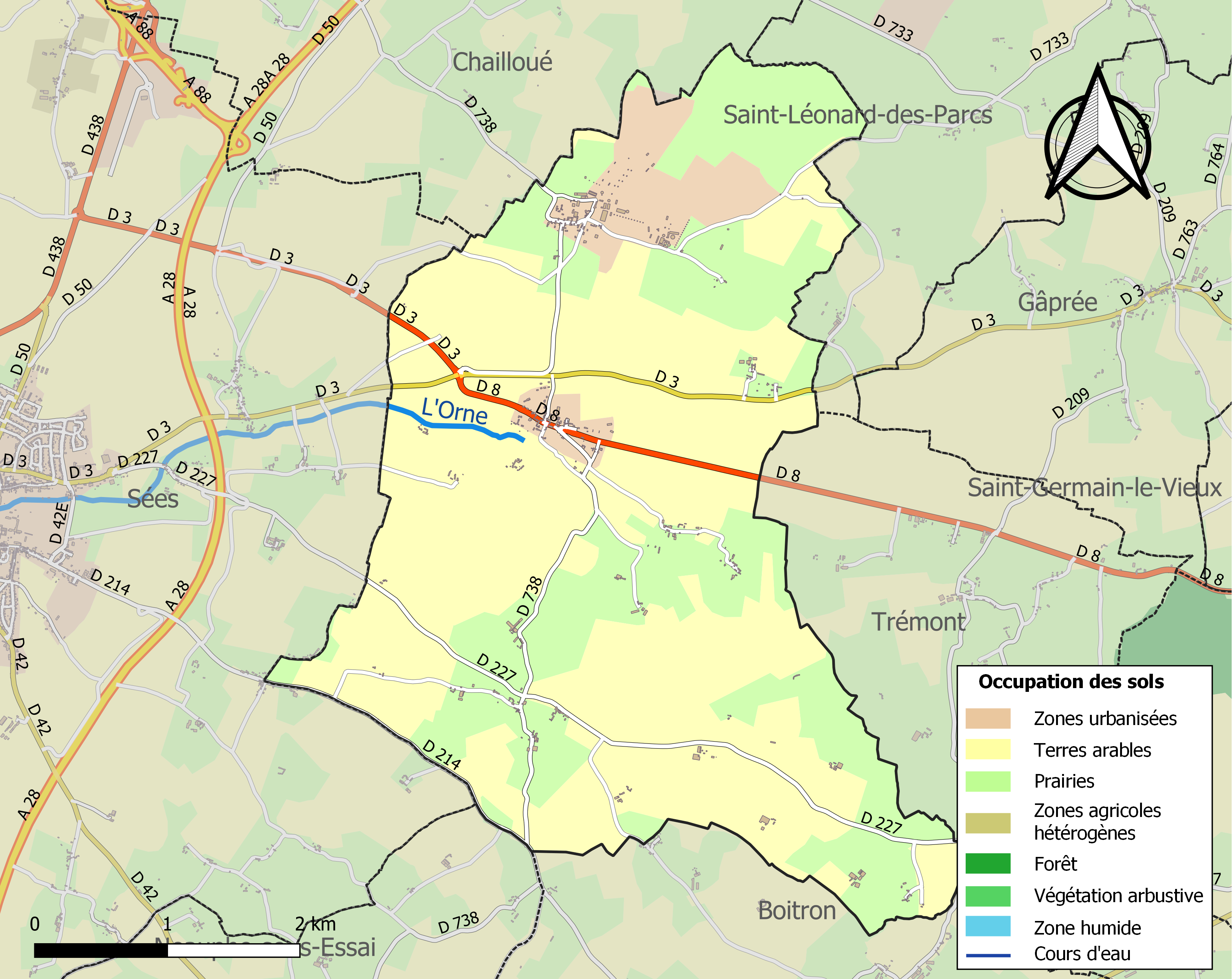
Carte des infrastructures et de l'occupation des sols de la commune en 2018 (CLC).

L'occupation des sols de la commune, telle qu'elle ressort de la base de données européenne d’occupation biophysique des sols Corine Land Cover (CLC), est marquée par l'importance des territoires agricoles (92,8 % en 2018), en diminution par rapport à 1990 (94 %). La répartition détaillée en 2018 est la suivante : 
terres arables (60,5 %), prairies (32,3 %), espaces verts artificialisés, non agricoles (5,8 %), zones urbanisées (1,5 %).
L'évolution de l’occupation des sols de la commune et de ses infrastructures peut être observée sur les différentes représentations cartographiques du territoire : la carte de Cassini (XVIIIe siècle), la carte d'état-major (1820-1866) et les cartes ou photos aériennes de l'IGN pour la période actuelle (1950 à aujourd'hui).

### Habitat et logement
En 2021, le nombre total de logements dans la commune était de 144, alors qu'il était de 146 en 2016 et de 125 en 2011.
Parmi ces logements, 78,5 % étaient des résidences principales, 13,8 % des résidences secondaires et 7,7 % des logements vacants. Ces logements étaient pour 99,3 % d'entre eux des maisons individuelles et pour 0 % des appartements.
Le tableau ci-dessous présente la typologie des logements à Aunou-sur-Orne en 2021 en comparaison avec celle de l'Orne et de la France entière. Une caractéristique marquante du parc de logements est ainsi une proportion de résidences secondaires et logements occasionnels (13,8 %) supérieure à celle du département (10,6 %) et à celle de la France entière (9,7 %). 
| Typologie                                               | Aunou-sur-Orne | Orne | France entière |
| ------------------------------------------------------- | -------------- | ---- | -------------- |
| Résidences principales (en %)                           | 78,5           | 78,5 | 82,2           |
| Résidences secondaires et logements occasionnels (en %) | 13,8           | 10,6 | 9,7            |
| Logements vacants (en %)                                | 7,7            | 10,8 | 8,1            |

### Risques naturels et technologiques
La commune est située dans une zone de sismicité faible.

## Toponymie
Le nom de la localité est attesté sous la forme Alnou en 1060.
Le toponyme est issu du latin alnus, « aulne ». Le locatif sur-Orne résulte de la situation du village à la source du fleuve côtier.
L'ancienne commune, instituée par la Révolution française sur le territoire de la paroisse de Saint-Cenery-près-Séez a porté, au cours de la période révolutionnaire de la Convention nationale (1792-1795), le nom de Ventôse. La paroisse était dédiée à Céneri, ermite évangélisateur de la Normandie au VIIe siècle.

## Histoire
En 1811, Aunou-sur-Orne (529 habitants en 1806) absorbe Saint-Cenery-près-Séez (91 habitants).

## Politique et administration

### Rattachements administratifs et électoraux

#### Rattachements administratifs
La commune se trouve dans l'arrondissement d'Alençon du département de l'Orne.
Elle faisait partie depuis 1802 du canton de Sées. Dans le cadre du redécoupage cantonal de 2014 en France, cette circonscription administrative territoriale a disparu, et le canton n'est plus qu'une circonscription électorale.

#### Rattachements électoraux
Pour les élections départementales, la commune fait partie depuis 2014 d'un nouveau  canton de Sées porté de 13 à 24 communes.
Pour l'élection des députés, elle fait partie de la première circonscription de l'Orne.

### Intercommunalité
Aunou-sur-Orne était membre de la petite communauté de communes du Pays de Sées, un établissement public de coopération intercommunale (EPCI) à fiscalité propre créé fin 1996 et auquel la commune avait transféré un certain nombre de ses compétences, dans les conditions déterminées par le code général des collectivités territoriales.
Conformément aux prescriptions de la loi de réforme des collectivités territoriales du 16 décembre 2010, qui a prévu le renforcement et la simplification des intercommunalités et la constitution de structures intercommunales de grande taille, celle-ci a fusionné avec ses voisines  pour former, le 1er janvier 2013, la communauté de communes des Sources de l'Orne, dont est désormais membre la commune.

### Administration municipale
Compte tenu de la population de la commune, son conseil municipal est composé de onze membres dont le maire et ses adjoints.

### Liste des maires
| Période                                  | Période                    | Identité        | Étiquette | Qualité                                                                                    |
| ---------------------------------------- | -------------------------- | --------------- | --------- | ------------------------------------------------------------------------------------------ |
| Les données manquantes sont à compléter. |                            |                 |           |                                                                                            |
| juin 1995                                | mars 2014                  | Daniel Louvel   | SE        | Agriculteur Vice-président de la CC du Pays de Sées                                        |
| mars 2014                                | mai 2020                   | Michel Fortin   | SE        | Retraité                                                                                   |
| mai 2020,                                | En cours (au 17 juin 2024) | Laurence Lubrun | LR        | Agricultrice Présidente de la FDSRO (2012 → 2021) Chevalière de l'Ordre national du mérite |

### Budget et fiscalité 2018
En 2018, le budget de la commune était constitué ainsi :
- total des produits de fonctionnement : 98 000 €, soit 348 € par habitant ;
- total des charges de fonctionnement : 61 000 €, soit 217 € par habitant ;
- total des ressources d'investissement : 16 000 €, soit 57 € par habitant ;
- total des emplois d'investissement : 7 100 €, soit 252 € par habitant ;
- endettement : 111 000 €, soit 393 € par habitant.

Avec les taux de fiscalité suivants :
- taxe d'habitation : 8,26 % ;
- taxe foncière sur les propriétés bâties : 4,19 % ;
- taxe foncière sur les propriétés non bâties : 7,60 % ;
- taxe additionnelle à la taxe foncière sur les propriétés non bâties : 0,00 % ;
- cotisation foncière des entreprises : 0,00 %.

Chiffres clés Revenus et pauvreté des ménages en 2016 : médiane en 2016 du revenu disponible, par unité de consommation : 20 812 €.

## Équipements et services publics

### Enseignement
Établissements d'enseignements :
- Écoles maternelles et primaires à Sées, Chailloué.
- Collèges à Sées.
- Lycées à Sées.

### Santé
Professionnels et établissements de santé :
- Médecins à Sées,
- Pharmacies à Sées,
- Hôpitaux à Sées, Alençon.

## Population et société
Le gentilé des habitants est Aulnois.

### Démographie
L'évolution du nombre d'habitants est connue à travers les recensements de la population effectués dans la commune depuis 1793. Pour les communes de moins de 10 000 habitants, une enquête de recensement portant sur toute la population est réalisée tous les cinq ans, les populations de référence des années intermédiaires étant quant à elles estimées par interpolation ou extrapolation. Pour la commune, le premier recensement exhaustif entrant dans le cadre du nouveau dispositif a été réalisé en 2007.

En 2022, la commune comptait 276 habitants, en évolution de +2,22 % par rapport à 2016 (Orne : −3,21 %, France hors Mayotte : +2,11 %).
| 1793 | 1800 | 1806 | 1821 | 1836 | 1841 | 1846 | 1851 | 1856 |
| ---- | ---- | ---- | ---- | ---- | ---- | ---- | ---- | ---- |
| 500  | 550  | 529  | 585  | 560  | 540  | 546  | 506  | 533  |

| 1861 | 1866 | 1872 | 1876 | 1881 | 1886 | 1891 | 1896 | 1901 |
| ---- | ---- | ---- | ---- | ---- | ---- | ---- | ---- | ---- |
| 460  | 480  | 454  | 441  | 403  | 398  | 393  | 379  | 332  |

| 1906 | 1911 | 1921 | 1926 | 1931 | 1936 | 1946 | 1954 | 1962 |
| ---- | ---- | ---- | ---- | ---- | ---- | ---- | ---- | ---- |
| 334  | 346  | 338  | 310  | 315  | 326  | 322  | 326  | 315  |

| 1968 | 1975 | 1982 | 1990 | 1999 | 2006 | 2007 | 2012 | 2017 |
| ---- | ---- | ---- | ---- | ---- | ---- | ---- | ---- | ---- |
| 273  | 227  | 207  | 257  | 255  | 255  | 255  | 264  | 266  |

| 2022 | - | - | - | - | - | - | - | - |
| ---- | - | - | - | - | - | - | - | - |
| 276  | - | - | - | - | - | - | - | - |

Aunou-sur-Orne a compté jusqu'à 585 habitants en 1821.
| 1793 | 1800 | 1806 |
| ---- | ---- | ---- |
| 93   | 86   | 91   |

### Cultes
- Culte catholique, paroisse saint Latuin des Sources[46], diocèse de Séez.

## Économie

### Entreprises et commerces

#### Agriculture
- Agriculture et élevage.

#### Tourisme
- Chambres d'hôtes.

#### Commerces
- Commerces et artisanat à Sées.

## Culture locale et patrimoine

### Lieux et monuments
- Église Sainte-Eulalie[47], reconstruite au XVIe siècle. Elle abrite un vitrail du XIVe siècle (Le Martyre de sainte Eulalie), une pietà et trois bas-reliefs du XVIe siècle, œuvres classées à titre d'objets aux Monuments historiques[48],[49].
- Chapelle des Templiers, au lieu-dit de Fresneaux (dans une propriété privée)[49].
- Les sources de l'Orne.
- Lavoir[50].
- Monument aux morts, restauré après la destruction du précédent lors d'un accident de la circulation en 2020[51],[52],[53].

### Personnalités liées à la commune
- Thomas d'Aunou (mort en 1278), évêque de Sées.
- Nicolas-Jacques Conté,  peintre, physicien et chimiste français, connu pour avoir inventé le crayon tel qu'on le connaît encore de nos jours, constitué d'une mine de graphite et d'argile insérée dans un corps en bois de cèdre, est né à Saint-Cénery en 1755.

## Pour approfondir